# ارنست همینگوی
ارنِست میلر هِمینگوِی (۲۱ ژوئیه ۱۸۹۹ – ۲ ژوئیه ۱۹۶۱) از نویسندگان برجستهٔ معاصر ایالات متحده آمریکا و برندهٔ جایزه نوبل ادبیات بود. او از پایه‌گذاران یکی از تاثیرگذارترین انواع ادبی، موسوم به «وقایع‌نگاری ادبی» شناخته می‌شود.قدرت بیان و زبردستی همینگوی در توصیف شخصیت‌های داستانی به گونه‌ای بود که او را پدر ادبیات مدرن لقب داده‌اند.
او به خاطر سبک نوشتاری مختصر، ساده و واقع‌گرایانه‌اش شناخته می‌شود؛ سبکی که تأثیر زیادی بر نویسندگان قرن بیستم گذاشت. زندگی ماجراجویانه و شخصیت صریح و بی‌پرده‌اش، وجهه‌ای رمانتیک به او بخشیده است. از میان آثارش، برخی از هفت رمان، شش مجموعه داستان کوتاه و دو کتاب غیر داستانی او به آثار کلاسیک ادبیات آمریکا تبدیل شده‌اند. در سال ۱۹۵۴، او برنده جایزه نوبل ادبیات شد.
همینگوی در اوک پارک، ایلی‌نوی، حومه‌ای در نزدیکی شیکاگو، بزرگ شد. پس از دبیرستان، به مدت شش ماه به‌عنوان خبرنگار در روزنامه کانزاس سیتی استار کار کرد و سپس به صلیب سرخ پیوست. او در جبهه ایتالیا در جنگ جهانی اول به‌عنوان راننده آمبولانس خدمت کرد و در سال ۱۹۱۸ بر اثر ترکش به شدت مجروح شد. در سال ۱۹۲۱ به پاریس نقل مکان کرد و به‌عنوان خبرنگار خارجی روزنامه تورنتو استار مشغول به کار شد. در آن‌جا تحت تأثیر نویسندگان و هنرمندان مدرنیستِ جامعه مهاجر «نسل گمشده» قرار گرفت. نخستین رمان او، خورشید همچنان می‌دمد (The Sun Also Rises)، در سال ۱۹۲۶ منتشر شد. همینگوی در سال ۱۹۲۸ به آمریکا بازگشت و در کی‌وست، فلوریدا ساکن شد. تجربه‌هایش در جنگ جهانی اول، دست‌مایه رمان وداع با اسلحه (A Farewell to Arms) در سال ۱۹۲۹ شد.
در سال ۱۹۳۷، همینگوی برای پوشش جنگ داخلی اسپانیا به این کشور رفت، که الهام‌بخش رمان معروف او زنگ‌ها برای که به صدا درمی‌آیند (For Whom the Bell Tolls) شد که در سال ۱۹۴۰ و در هاوانا، کوبا نوشته شد. در جنگ جهانی دوم، او به‌عنوان خبرنگار همراه با نیروهای متفقین در عملیات نورماندی و آزادسازی پاریس حضور داشت. رمان پیرمرد و دریا (The Old Man and the Sea) در سال ۱۹۵۲ منتشر شد و تحسین گسترده‌ای را برانگیخت و جایزه پولیتزر در بخش داستان را برایش به ارمغان آورد.
در سال ۱۹۵۴، هنگام سفر به آفریقا، همینگوی در دو حادثه هوایی پیاپی به شدت مجروح شد و این آسیب‌ها موجب درد و بیماری‌های مزمن در باقی عمرش شدند. او در سال ۱۹۶۱ در خانه‌اش در کچوم، آیداهو، دست به خودکشی زد.

## زندگی

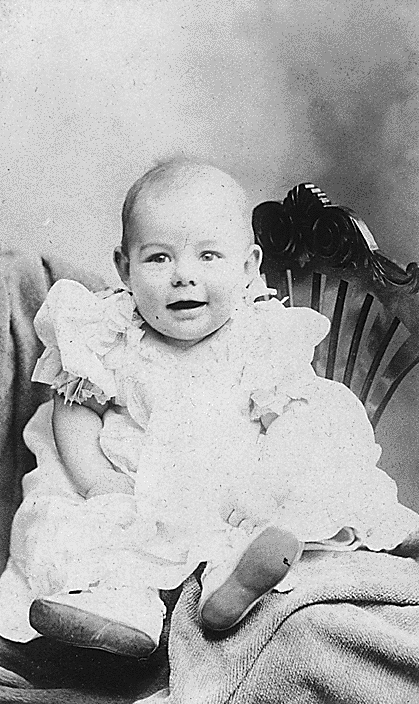
همینگوی در سال ۱۹۰۰

ارنست همینگوی در ۲۱ ژوئیه ۱۸۹۹ در اوک پارک ایالت ایلینوی متولد شد. پدرش کلارنس یک پزشک و مادرش گریس معلم پیانو و آواز بود. ارنست تابستان‌ها را به همراه خانواده‌اش که  در شمال میشیگان به سر می‌برد و در همان‌جا بود که او متوجّه علاقه شدید خود به ماهیگیری شد.
او پس از اتمام دورهٔ دبیرستان، در سال ۱۹۱۷ برای مدّتی در کانزاس‌سیتی به عنوان گزارشگر گاهنامهٔ استار مشغول به کار شد. در جنگ جهانی اول او داوطلب خدمت در ارتش شد امّا ضعف بینایی او را از این کار بازداشت در عوض به عنوان رانندهٔ آمبولانس صلیب سرخ در نزدیکی جبهه ایتالیا به خدمت گرفته شد. در ۸ ژوئیه ۱۹۱۸ مجروح شد و ماه‌ها در بیمارستان بستری بود.
در بازگشتش به ایالت متحده مردم شهر و محله‌اش در اوک پارک از او مانند قهرمانان استقبال کردند. ارنست کار خبرنگاری را از سر گرفت. در پاریس ارنست برای تورنتو استار مشغول به کار شد. آن‌ها همچنان برای گذران زندگی از سهم ارث پدری هدلی استفاده می‌کردند و ارنست به کار داستان‌نویسی نیز می‌پرداخت. طیّ همین دوران یعنی بین سال‌های ۱۹۲۱ تا ۱۹۲۶ بود که او در مقام یک نویسنده به شهرت رسید.
سبک ویژهٔ او در نوشتن او را نویسنده‌ای بی‌همتا و بسیار اثرگذار کرده بود. در سال ۱۹۲۵ نخستین رشته داستان‌های کوتاهش، در زمانهٔ ما، منتشر شد که به خوبی گویای سبک خاص او بود. خاطراتش از آن دوران که پس از مرگ او در سال ۱۹۶۴ با عنوان «عید متغیر» انتشار یافت، برداشتی شخصی از نویسندگان، هنرمندان، فرهنگ و شیوه زندگی در پاریس دههٔ ۱۹۲۰ است.

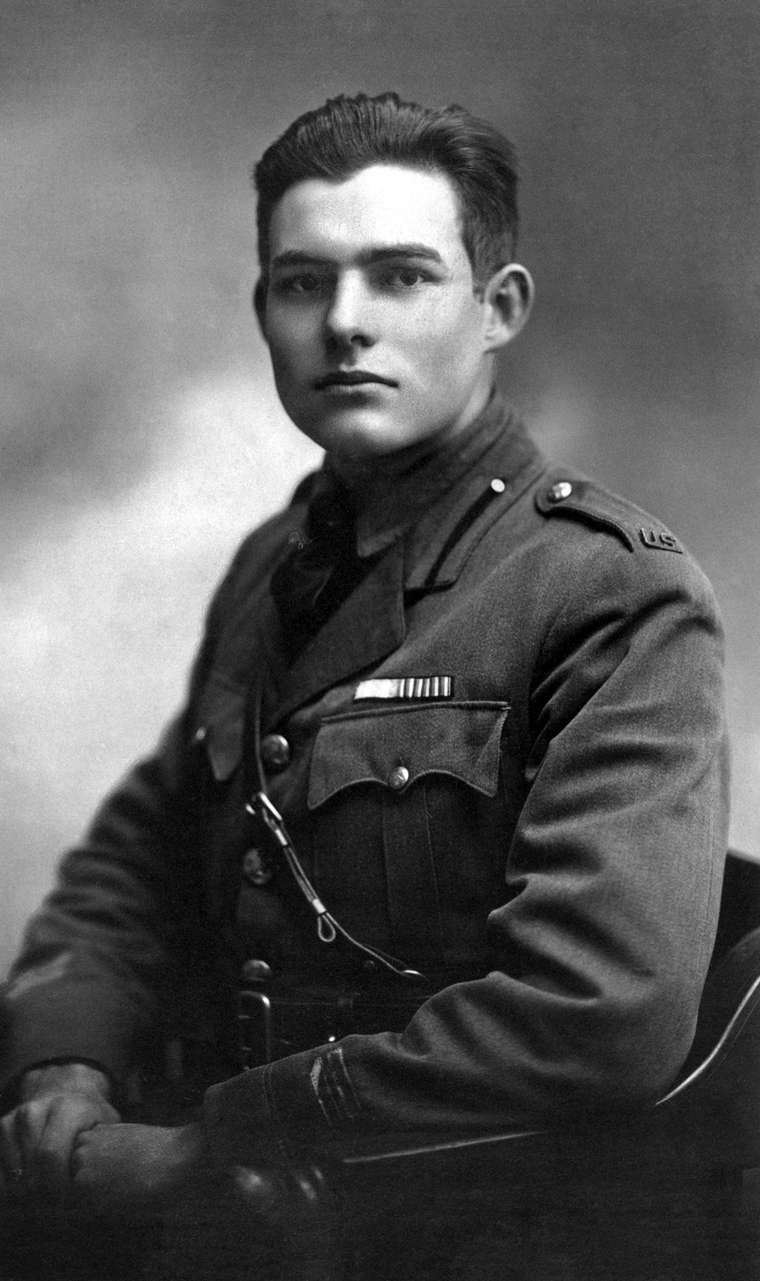
در لباس نظامی در میلان، ایتالیا، سال ۱۹۱۸

ارنست و هدلی در اکتبر ۱۹۲۳ صاحب یک فرزند پسر شدند و نام او را جک گذاشتند (با نام مستعار بامبی). این خانوادهٔ جوان به مکان‌های زیادی از اروپا به ویژه اروپای مرکزی سفر می‌کردند و در زمستان‌ها به اسکی می‌پرداختند. در تابستان‌ها برای شرکت در جشنواره سن فرمین در پامپلونا به اسپانیا سفر می‌کردند که اولین سفرشان در تابستان ۱۹۲۳ بود. در سال ۱۹۲۶ اولین رمان او بر پایه تجربه‌های به‌دست آمده‌اش از اسپانیا با نام «خورشید همچنان طلوع می‌کند» به چاپ رسید.
ارنست همینگوی بیشتر عمرش سرگرم ماجراجویی بود. از زخمی‌شدن در ایتالیا بر اثر اصابت ۲۰۰ تکه ترکش گلوله نیروهای اتریشی در خلال جنگ جهانی اول تا شرکت در خط مقدم جبهه‌های جنگ داخلی اسپانیا یا سفرهای توریستی به حیات‌وحش آفریقا تا ماهی‌گیری و شکار حیوانات وحشی و زندگی در کوبا. سرانجام نیز با اسلحه شکاری خودکشی کرد.

## زندگی خصوصی

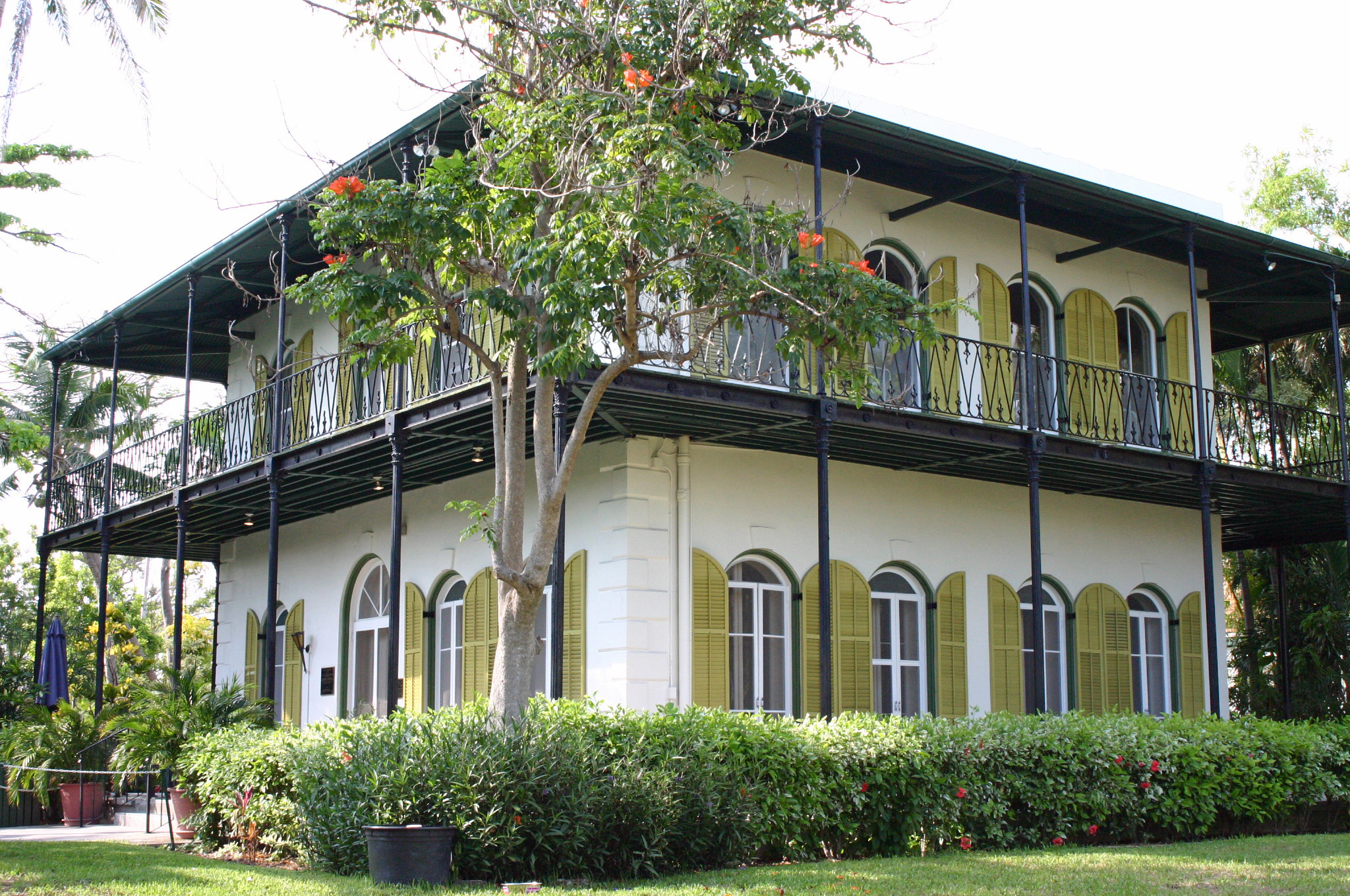
خانه ارنست همینگوی در کی وست، فلوریدا، ۱۹۳۱-۱۹۳۹

در سال ۱۹۲۱ با هدلی ریچاردسون اهل سن لوییز آشنا و عاشق او شد. آن‌ها با هم ازدواج کردند و بنا بر توصیه شروود اندرسن برای شروع زندگی، پاریس را انتخاب کردند.
در سال ۱۹۲۶ ارنست همینگوی با پائولین ماریا فایفر ثروتمند دیدار کرد و این آشنایی ازدواج اول او را به جدایی کشاند. ارنست و پائولین در سال ۱۹۲۷ با یکدیگر ازدواج کردند و صاحب دو پسر شدند. پاتریک در سال ۱۹۲۸ و گرگوری در سال ۱۹۳۱ به دنیا آمد. او در همان دوران زندگی‌اش با پائولین خانه‌ای در شهر کی وست فلوریدا خرید.
در اواخر دههٔ ۱۹۳۰ همینگوی عاشق زنی روزنامه‌نگار و نویسنده به نام مارتا گلهورن شد و در سال ۱۹۴۰ با او ازدواج کرد. ارنست، «فینکا ویخی‌یا» (Finca Vigía) را در کوبا خرید. در سال ۱۹۴۴ با ماری ولش ملاقات کرد و این بار دلباخته او شد، از مارتا در سال ۱۹۴۵ جدا شد و در ۱۹۴۶ با ماری ازدواج کرد.

## پیرمرد و دریا
از مهم‌ترین رمان‌های همینگوی پیرمرد و دریا است که جایزه نوبل را برایش به ارمغان آورد. با آفرینش سانتیاگو قهرمان پیرمرد و دریا، همینگوی به مرتبه تازه‌ای از آگاهی می‌رسد. پیش از این او از ضعف و زخم‌پذیری آدم‌های سرسخت سخن می‌گفت ولی اکنون از سرسختی یک پیرمرد ضعیف سخن می‌گوید، پیش از این قهرمان او روشنفکر حساسی بود که از جنگ می‌گریخت اکنون قهرمانش ماهیگیر ساده‌ای است که هر روز به جنگ طبیعت می‌رود، پیش از این قهرمان او می‌کوشید فکرش را نکند و احساسات خود را بروز ندهد اکنون سانتیاگو مدام فکر می‌کند و حتی با دریا و پرنده و ماهی حرف می‌زند. بدین ترتیب کمابیش همه مشخصات قهرمان همینگوی وارونه می‌گردد، مرتبهٔ تازه آگاهی نویسنده نفی کامل مراتب پیشین است. صید ماهی می‌توانست پاداشی باشد برای آن همه تلاش، مبارزه و تحمل درد، اما وقتی سانتیاگو توجه خود را از شور و حال به دام انداختن ماهی منحرف کرده و به طمع و منافع مادی (فروش ماهی در بازار) متمرکز می‌کند، شانس و اقبال از وی روی برمی‌گردانند چرا که دریا طمع کاری را پاداش نمی‌دهد.

## جلوه‌هایی از زندگی شخصی
ارنست همینگوی پس از بازگشت از آفریقا در سال ۱۹۳۴، به بروکلین در شهر نیویورک رفت و برای خودش قایقی خرید و اسمش را «پیلار» گذاشت.
ارنست همینگوی به مدت یازده سال گربه‌ای به نام «عمو ویلی» داشت. او در تاریخ ۲۲ فوریه ۱۹۵۳ در نامه‌ای خطاب به یکی از دوستانش به نام جیانفرانکو ایوانچیک، توضیح می‌دهد که دو پای گربه‌اش بر اثر تصادف با یک ماشینِ سواری شکسته‌است. یک نفر به او پیشنهاد می‌کند که او کار حیوان را بسازد، اما همینگوی قبول نمی‌کند: «نمی‌توانستم ریسک کنم که ویل متوجه شود کسی قرار است او را بکشد…» نهایتاً وی ناگزیر تفنگش را این‌بار به سوی عمو ویلی گرفته و در خانه‌اش به او شلیک می‌کند.

## مرگ
ارنست همینگوی در یک‌شنبه ۲ ژوئیه ۱۹۶۱ با یکی از تفنگ‌های محبوبش، دولول ساچمه‌زنی باس‌اندکو، خودکشی کرد؛ خانواده‌اش در ابتدا اعلام کردند که ارنست مشغول تمیز کردن اسلحه بوده که تیری از آن در رفته و باعث مرگ وی شده است، اما پس از ۵ سال همسر وقتش، ماری ولش، به انجام خودکشی توسط همینگوی اعتراف کرد.

## آثار ارنست همینگوی

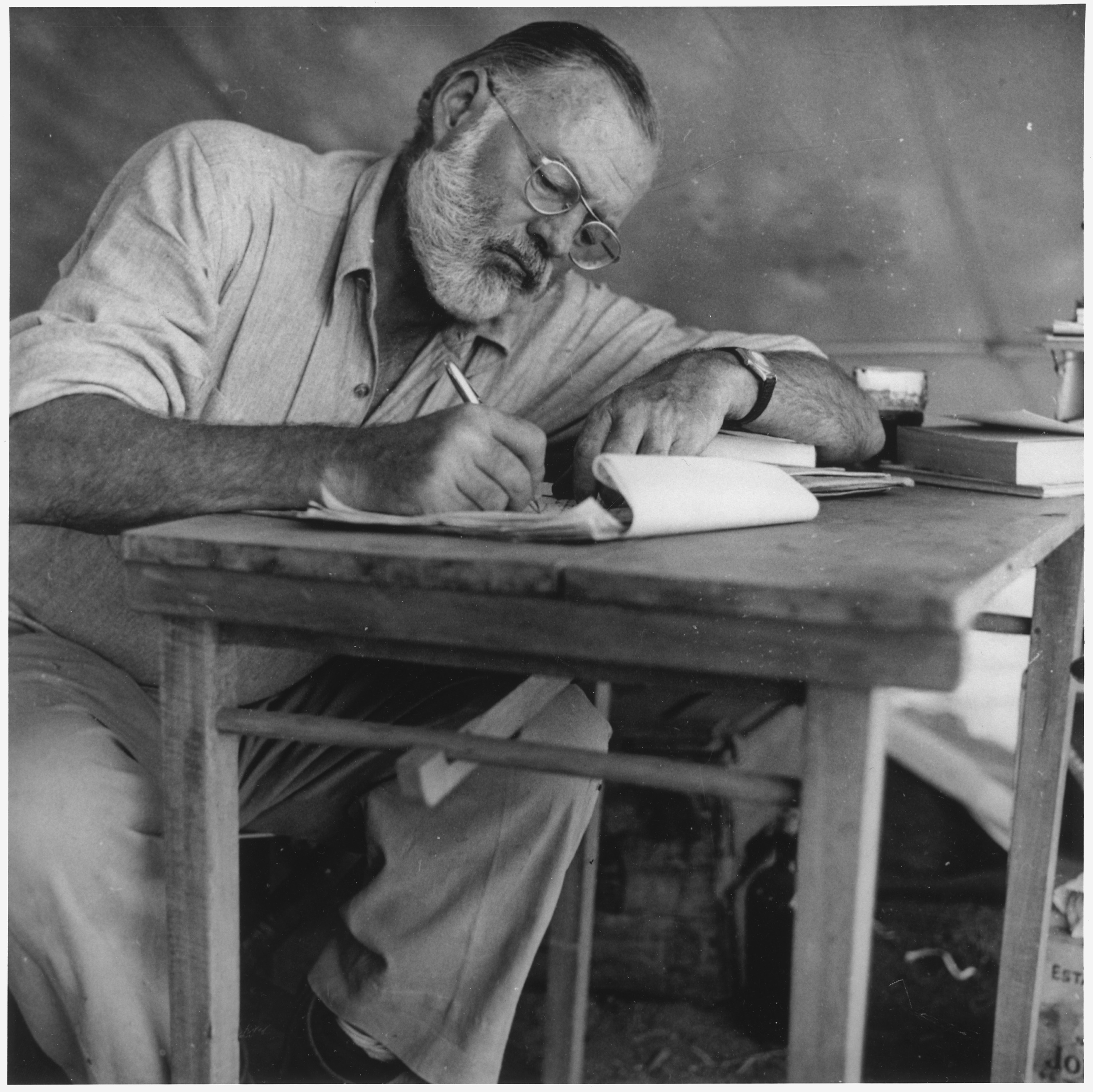
همینگوی در ۱۹۵۲

| سال  | عنوان فارسی                       | عنوان انگلیسی                                 |
| ---- | --------------------------------- | --------------------------------------------- |
| ۱۹۲۳ | سه داستان و ده شعر                | Three Stories and Ten Poems                   |
| ۱۹۲۴ | در زمان ما                        | In Our Time                                   |
| ۱۹۲۷ | مردان بدون زنان                   | Men Without Women                             |
| ۱۹۳۳ | برنده هیچ نمی‌برد                  | The Winner Take Nothing                       |
| ۱۹۲۶ | خورشید همچنان می‌دمد               | The Sun Also Rises                            |
| ۱۹۲۹ | وداع با اسلحه                     | A Farewell to Arms                            |
| ۱۹۳۲ | مرگ در بعد از ظهر                 | Death in the Afternoon                        |
| ۱۹۳۵ | تپه‌های سبز آفریقا                 | Green Hills of Africa                         |
| ۱۹۳۶ | برف‌های کلیمانجارو                 | The Snows of Kilimanjaro (short story)        |
| ۱۹۳۷ | داشتن و نداشتن                    | To have and Have Not                          |
| ۱۹۳۸ | ستون پنجم و چهل و نه داستان کوتاه | The Fifth Column and Forty-nine short stories |
| ۱۹۴۰ | زنگ‌ها برای که به صدا درمی‌آیند     | For Whom the Bell Tolls                       |
| ۱۹۴۲ | بهترین داستان‌های جنگ تمام زمان‌ها  | The Best War Stories of All Time              |
| ۱۹۵۰ | در امتداد رودخانه به سمت درخت‌ها   | Across the River and into the Trees           |
| ۱۹۵۲ | پیرمرد و دریا                     | The Old Man and the Sea                       |
| ۱۹۶۰ | مجموعه اشعار                      | Collected Poems                               |

### آثاری که پس از مرگ همینگوی منتشر شده‌است
| سال  | عنوان فارسی                                                                                          | عنوان انگلیسی                          |
| ---- | --- | -------------------------------------- |
| ۱۹۶۴ | "پاریس جشن بیکران" (مترجم: فرهاد غبرایی)، "عیش مدام" (مترجم: سیروس طاهباز، ترجمه ناقص)، "ضیافت سیار" | A Moveable Feast                       |
| ۱۹۶۷ | با نام ارنست همینگوی (یادداشت‌های همینگوی از سال‌های اولیه اقامت در پاریس)                             | Byline: Ernest Hemingway               |
| ۱۹۷۰ | داستان‌های کانزاس سیتی استار                                                                          | Stories Cub Reporter: Kansas City Star |
| ۱۹۷۰ | جزایر در طوفان                                                                                       | Islands in the Stream                  |
| ۱۹۷۰ | باغ عدن (رمان ناتمام)                                                                                | The Garden of Eden                     |
| ۱۹۹۹ | حقیقت در اولین تابش                                                                                  | True at the First Light                |
| ۱۹۶۱ | تابستان خطرناک                                                                                       | Dangerous Summer                       |

## میراث

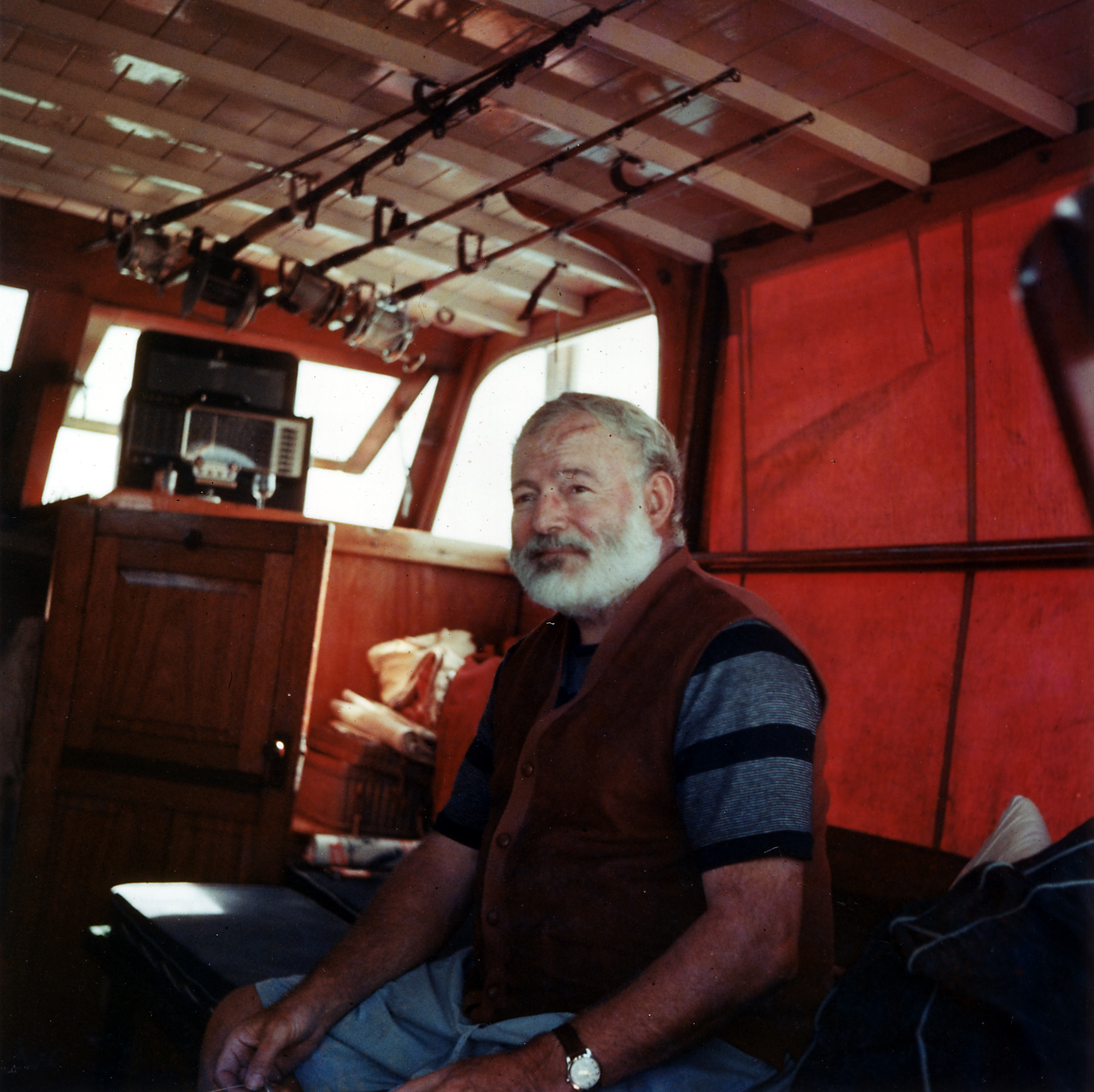
ارنست همینگوی بر روی قایق بادبانی شخصی‌اش، سال ۱۹۵۰

جایزه قلم همینگوی، نام جایزهٔ معتبر ادبی است که سالانه به «نخستین کتاب یک داستان‌نویس» اهدا می‌شود.
کتابخانه و موزه جان اف. کندی، در تاریخ ۱ آوریل ۲۰۱۲ میلادی، با انتشار ۱۵ نامه چاپ نشده توسط ارنست همینگوی، گوشه‌هایی دیگر از زندگی او را عیان کرد. این نامه‌ها که خطاب به جیانفرانکو ایوانچیک ایتالیایی نوشته شده‌اند، از تاریخ ۱۹۵۳ تا ۱۹۶۰میلادی ادامه داشته‌اند. کتابخانه و موزه جان اف. کندی، این پانزده نامه را اواخر سال ۲۰۱۱ میلادی، از جیانفرانکو ایوانچیک خریداری کرد.

## کتاب‌های مطالعاتی دربارهٔ ارنست همینگوی
- «سال‌های کوبایی همینگوی» با پیش‌گفتاری به قلم گابریل گارسیا مارکز و به قلم نوربرتو فوئنتس.[۱۱] (تاریخ انتشار: ۱۹۸۰ میلادی)
- «پیرمرد و قایق‌اش» عنوان زندگی‌نامه جدیدی از ارنست همینگوی، به قلم پل هندریکسن.[۶] (تاریخ انتشار: ۲۰۱۱ میلادی)
- ارنست همینگوی، یک زندگی تازه؛ عنوان کتابی است از جیمز ام. هاچیسون (Hutchisson,James M Eenest Hemingway: A new life) که توسط خجسته کیهان به فارسی ترجمه و توسط نشر نفیر (۱۳۹۷) منتشر شده است.